# Kugelblitz (astrofísica)
En física teòrica, un kugelblitz (alemany: [ˈkuːɡl̩ˌblɪt͡s] ( escolteu-ho), que vol dir "llamp globular") és un objecte astrofísic predit per la teoria de la relativitat general. Es tracta d'una concentració de calor, llum o radiació tan intensa que la seva energia forma un horitzó d'esdeveniments i queda auto-atrapada. En altres paraules, si s'apunta prou radiació cap a una regió determinada de l'espai, la concentració d'energia pot deformar tant l'espai-temps que crea un forat negre. Aquest seria un forat negre la massa-energia original del qual estava en forma d'energia radiant en lloc de matèria. Tanmateix, actualment no hi ha un mètode acceptat de manera genèrica que permet distingir l'origen dels forats negres.
L'article de 1955 publicat a Physical Review per John Archibald Wheeler titulat "Geons" fa referència al fenomen kugelblitz i explora la idea de crear aquestes partícules (o models simples de partícules) a partir de la curvatura de l'espai-temps.
Un article publicat a principis de 2024 argumenta que la formació d'un kugelblitz és impossible a causa d'efectes quàntics dissipatius, com la polarització al buit, que impedeixen l'acumulació d'energia suficient per crear un horitzó d'esdeveniments. L'estudi conclou que aquest fenomen no pot ocórrer en cap escenari realista al nostre univers.
El fenomen kugelblitz s'ha considerat una possible base per als motors interestel·lars de futures naus estel·lars de forats negres.

## En la ficció
- Un kugelblitz és un punt important de la trama de la tercera temporada de la sèrie de televisió estatunidenca de superherois The Umbrella Academy.
- Un kugelblitz és l'indret d'una part important de les novel·les "Gateway" de Frederik Pohl.